# 李以亮
李以亮（1966年—），中国诗人和翻译家，出生于湖北农村，并在某电信公司工作。自1984年开始发表诗歌作品，这些作品散见于各种相关期刊，并结集出版了《逆行》一书。他业余时间从事欧美文学的翻译工作，已经出版了多本书籍，包括《无止境：扎加耶夫斯基诗选》、《永恒的敌人》、《无形之手》、《希克梅特诗选》、《另一种美》和《猎人的一年》等。他曾获得第二届“宇龙诗歌奖”、花城翻译贡献奖、“诗探索”诗歌翻译奖以及《西部》文学翻译奖等荣誉。